# تپه نسمی گوزسی
تپه نسمی گوزسی مربوط به هزاره اول پیش از میلاد است و در شهرستان تکاب، بخش مرکزی، دهستان انصار، روستای تمای واقع شده و این اثر در تاریخ ۳۰ دی ۱۳۸۵ با شمارهٔ ثبت ۱۶۷۹۰ به‌عنوان یکی از آثار ملی ایران به ثبت رسیده است.